# Diospyros fischeri
Diospyros fischeri är en tvåhjärtbladig växtart som beskrevs av Robert Louis August Maximilian Gürke. Diospyros fischeri ingår i släktet Diospyros och familjen Ebenaceae. Inga underarter finns listade i Catalogue of Life.